# Falko Geiger
Falko Geiger (República Federal Alemana, 26 de marzo de 1949) es un atleta  retirado especializado en la prueba de 4x360 metros, en la que consiguió ser subcampeón europeo en pista cubierta en 1973.

## Carrera deportiva
En el Campeonato Europeo de Atletismo en Pista Cubierta de 1973 ganó la medalla de plata en los relevos de 4x360 metros, con un tiempo de 2:46.42 segundos, llegando a meta por detrás del equipo francés.